# Bahnhof Bornhausen
Der Bahnhof Bornhausen war ein Bahnhof für Personen- und Güterverkehr in Bornhausen, einem Stadtteil von Seesen im Landkreis Goslar (Niedersachsen). Der Bahnhof befand sich an der Straße Langenberger Weg am Nordrand der Ortschaft Bornhausen.

## Aufbau
Im Jahr 1964 verfügte der Bahnhof Bornhausen über drei Gleise. Die Gleise 1 (Hausbahnsteig) und 3 (Mittelbahnsteig) wurde für den Fahrgastverkehr genutzt, das Gleis 2 diente als Ladegleis. In östlicher Richtung zweigte seit 1923  ein normalspuriges Anschlussgleis zur Kohlengrube ab. Für das Jahr 1951 ist für den Gleisanschluss ein Abhol- und ein Zustellgleis belegt; letzteres ermöglichte über eine Sandverladebühne Warenumladung von der Schmalspur-Werkbahn.
Der Bahnhof Bornhausen verfügte über ein Empfangsgebäude. Dieses wurde nach der Bahnhofsstilllegung verkauft und wurde zum Wohngebäude umgenutzt.

## Geschichte
Am 1. Mai 1889 wurde mit dem Abschnitt Groß Rhüden–Seesen die Bahnstrecke Derneburg–Seesen der Braunschweigischen Landes-Eisenbahn-Gesellschaft auf ganzer Länge eröffnet und damit ging der Bahnhof Bornhausen in Betrieb. Vorgesehen war der Bahnhof für Personen- und Güterverkehr. Die Trassierung am Nordrand von Bornhausen wurde gewählt, um einen Anschluss für den lokalen Braunkohle- und Quarzsandtagebau herstellen zu können. Dieser wurde zuletzt von den Dörentruper Sand- und Thonwerken genutzt. Der Tagebau verfügte über eine Feldbahn mit kleinem Betriebswerk. Von diesem sind im 20. Jahrhundert eine Dampflok, vier Diesellokomotiven (darunter zwei von der Arnold Jung Lokomotivfabrik) und acht Elektrolokomotiven (darunter eine von der Christoph Schöttler Maschinenfabrik) belegt.
1929 wurde der Bahnhof mit einem Kreuzungsgleis versehen und erhielt Signale und ein Stellwerk. Im gleichen Jahr wurde das bisherige einfache Fachwerk-Dienstgebäude durch ein größeres massives Gebäude ersetzt. Zeitweise wurde die Kreuzungsmöglichkeit nicht genutzt, und die Signale waren durchgeschaltet, 1973 bis 1990 war das Stellwerk wieder besetzt und der Bahnhof wurde vereinzelt für planmäßige Zugkreuzungen im Personenverkehr genutzt. 1927 verkehrten werktags fünf Zugpaare, sonntags sechs. 1970 waren es werktags neun Zugpaare, sonntags sechs. Der Verkehr im Bahnhof Bornhausen wurde am 25. Mai 1990 erst nur im Personenverkehr und am 1. Januar 1996 komplett eingestellt, die Bahnanlagen demontiert und verkauft. Heute befindet sich auf dem Streckenabschnitt bis Bornum ein Radweg.